# Sonny și Steluța ei norocoasă
Sonny și steluța ei norocoasă (Sonny With a Chance) este un serial de comedie marca Disney Channel creat de Steve Marmel care prezintă experiența unei tinere, Sonny Munroe, care devine o actriță a unei emisiuni de comedie numită La întâmplare!. Serialul a debutat pe 8 februarie 2009 în SUA, iar în România pe 5 decembrie 2009. A fost anunțat în iunie 2009 că serialul va avea și un al doilea sezon, la care s-au început filmările în noiembrie 2009. Acesta este primul serial Disney Channel care a fost filmat în High Definition de la început; ca majoritatea serialelor Disney Channel, serialul este filmat pe casetă.
Premiera în România trebuia să fie pe 19 septembrie 2009, dar a fost anulată pentru 5 decembrie 2009.

## Introducere
Serialul o are în centru pe Sonny Munroe (Demi Lovato), care se mută cu mama ei dintr-un mic oraș, Middleton, Wisconsin în Hollywood, California după aceea joacă într-o comedie pe nume "La întâmplare!" (So Random). Serialul surprinde prima experiență a lui Sonny cu faima și Hollywood-ul.

## Producție
Numele original al personajului principal era Molly Munroe, și denumirea originală ar fi fost "Bun venit în Mollywood" (Welcome to Mollywood). Apoi l-au schimbat în Hollie și serialul s-ar fi numit "Bun venit în Holliewood" (Welcome to Holliewood). Personajul principal a fost apoi numit Sonny Munroe, și titlul serialului schimbat în "Sonny și steluța ei norocoasă" (Sonny with a Chance)
"Sonny și steluța ei norocoasă" are o poveste într-o poveste "La întâmplare!" (So Random). Producătorul executiv al "Sonny și steluța ei norocoasă" Brian Robbins a scris înainte și a produs comedia cu copii "All That" pentru Nickelodeon.

## Personaje

Din Stânga: Tawni Hart (Thornton), Grady Mitchell (Brochu), Sonny Munroe (Lovato), Chad Dylan Cooper (Knight), Zora Lancaster (Arm), și Nico Harris (Smith).

*Demi Lovato ca Allison "Sonny" Munroe - o adolescentă prietenoasă din Wisconsin care a primit un rol în "La întâmplare!". Ea este adesea foarte amuzantă în schițele ei, fiind foarte entuziasmată în a da ce este mai bun din ea. "Mackenzie Falls" și "La Întâmplare "au devenit mai unite când a apărut Sonny deoarece relația dintre Sonny și Chad este câteodată mai mult decât o prietenie. 
- Tiffany Thornton ca Tawni Hart - un membru principal al emisiunii La întâmplare. La început ea este geloasă pe Sonny, dar ele pot deveni cele mai bune prietene. Tawni este o divă, iubește oglinzile și orice legat de persoana ei.
- Sterling Knight ca Chad Dylan Cooper (Chad Dylan Goldfarb-odata menționat în episodul Ghici cine va fi invitat special )- un adolescent atrăgător care joacă în serialul Mackenzie Falls, rivalul celor de la La întâmplare. El este foarte egoist și auto-centrat, deși are și o parte mai prietenoasă și drăguță, mai ales când se află în apropierea lui Sonny.
- Brandon Mychal Smith ca Nico Harris - un membru al emisiunii "La întâmplare!" . Nico este implicat întodeauna în planuri ciudate cu Grady.
- Doug Brochu ca Grady Mitchell - un membru al emisiunii "La întâmplare!". Este prietenul cel mai bun al lui Nico.
- Allisyn Ashley Arm ca Zora Lancaster - cea mai tânără actriță în "La întâmplare!" la numai 11 ani. Este foarte inteligentă, nebunatică și ingenioasă. Câteodată își arată de asemenea mintea ei mai degrabă sadică.

## Emisiuni în serial

### La Întâmplare!
La Întâmplare! este o emisiune de schițe imaginară prezentată în serialul Sonny și steluța ei norocoasă. Aceasta este similară cu alte emisiuni de schițe pentru copii ca All That și The Amanda Show sau versiunea orientată spre copii a emisiunii Saturday Night Live și MadTV în care actorii prezintă schițe. Schițele sunt o versiune scurtă a emisiunilor de schițe, ca emisiunile australiene Comedy Inc. și Fast Forward. La Întâmplare! schițează în episoadele din Sonny și steluța ei norocoasă care se axează pe situații absurde. Nico, Grady, Zora, Tawni și Sonny, cinci staruri din La Întâmplare!, participă, scrie și editează schițele emisiunii. Ar trebui notat că ei pot înlocui actorii o dată sau de câteva ori.

### Mackenzie Falls
Mackenzie Falls este o telenovelă imaginară axată pe adolescenți în care joacă Chad Dylan Cooper. Alți actori sunt Portlyn și James Conroy (Kelly Blatz), dar James Conroy a fost doar un invitat special la Mackenzie Falls.. Showul folosește melodii din emisiunea La Întâmplare! . Gardianul descrie Mackenzie Falls ca fiind "o telenovelă normală pentru adolescenți de la Dawson's Creek la Gossip Girl amestecate într-un mixer".. Mackenzie Falls forțează și confundă parodii de povestiri din drame pentru tineri Tawni  întrebându-l pe Chad, "Despre ce este vorba în showul tău defapt?". Totuși niciun episod al emisiune Mackenzie Falls nu a fost văzut vreodată în serialul Sonny și steluța ei norocoasă, dar o parte din emisiunea Mackenzie Falls a fost inclusă ca un bonus pe DVD-ul Sezonului 1.
De mult există o rivalitate dintre actorii emisiunii Mackenzie Falls și La Întâmplare!. Actorii din Mackenzie Falls critică de obicei actorii din La Întâmplare! deoarece sunt o emisiune de comedie, spunând că nu sunt actori adevărați. Actorii din Mackenzie Falls au un comportament de snobi, și sunt speriați că La Întâmplare! va deveni mai popular ca Mackenzie Falls. Chad Dylan Cooper este personajul principal, iar ceilalți actori fac ce vrea el fără nicio întrebare. Studioul celor de la Mackenzie Falls are o fântână de ciocolată, expert în gastronomie, cameră de masaj și o cameră de meditație pentru actorii săi. Studioul celor de la Mackenzie Falls este mult mai distractiv ca al celor de la La Întâmplare! și de aceea ei își exprimă favoritismul pentru actori, demonstrat când actorii din Mackenzie Falls au mâncat carne și rac, iar actorii din La Întâmplare! mâncare pentru câini. 
Mackenzie Falls și La Întâmplare au devenit mai uniți când a apărut Sonny deoarece relația dintre Sonny și Chad este câteodată mai mult decât o prietenie. Iar câteodată ei se comportă romantic după ce se ceartă.

## Invitați speciali
- Nancy McKeon - Connie Monroe
- Kelly Blatz - James Conroy
- Michael Kostroff - Marshall
- Jilian Murray - Portlyn
- Wendy Worthington - Brenda
- Brent Tarnol - Josh
- Vicki Lewis - domnișoara Bitterman
- Eden Sher - Lucy
- Steve Hytner - Murphy
- Elisa Donovan - Sharona
- Lily Holleman - Maritza
- Genevieve Hannelius - Dakota
- Daniel Roebuck - domnul Condor
- Selena Gomez - ea însăși
- Andrew Abelson - directorul
- Robert Adamson - Hayden
- Lanny Horn - Howie
- Max Williger - băiatul cu livrarea
- David Magidoff - Dave
- Paul Butler - Tânarul Chad
- True Bella - Tânara Tawni
- Christina Moore - Tammi Hart
- Jeff Dunham - Jeff
- Patricia Bethune - doamna Montecore
- Madison De La Garza - Tânara Sonny
- Eric Toms - Gilroy Smith
- Sam Lerner - Dinka
- Robert Clotworthy - Dr.Spector
- Guy Burnet - Trey Brothers
- Raven-Symone - Amber Ericcs
- Joe Jonas - el însuși

## Episoade
| Statele Unite | Statele Unite | Statele Unite | Statele Unite    | Statele Unite     |
| Sezon         | Sezon         | Episoade      | Primul episod    | Ultimul episod    |
| ------------- | ------------- | ------------- | ---------------- | ----------------- |
|               | 1             | 21            | 8 februarie 2009 | 22 noiembrie 2009 |
|               | 2             | 26            | 14 martie 2010   | 2 ianuarie 2011   |

## Melodia și secvențele de început
Melodia de început, "So Far, So Great", este scrisă de Jeanne Lurie, Chen Neenan și Aris Archontis, care au scris melodii pentru câțiva artiști ai companiei Disney, Hollywood Records. Melodia este cântată de starul serialului Demi Lovato. Melodia este un stil pop-rock (muzica a fost compusă de Scott Clause și Christopher Lee, semnalând schimbări de scene și pauze comericale).
O versiune întreagă pentru melodie a fost lansată cu doua luni înainte de serial, premiera fiind la Radio Disney pe 31 martie 2009. Melodia este de asemeni inclusă în Disney compilation album, Disney Channel Playlist, lansat de Walt Disney Records pe 9 iunie 2009. Este de asemeni valabilă ca o melodie de pe albumul lui Demy Lovato, Here We Go Again, lansat de Hollywood Records pe 21 iulie 2009.
Secvența de început începe cu o imagine a unui telefon sunând, pe care Sonny îl ridică. După ce află că apelul este de fapt o veste că va pleca la Hollywood și că va apărea la emisiunea La Întâmplare!, ea țipă în telefon, îl pune la loc și pregătește repede o valiză. Fundalul se schimbă deodată din dormitorul lui Sonny, într-un avion care zboară spre California. Sonny ajunge în L.A., apoi arătând poze cu alte personaje (Tawni, care lustruiește o poză de-a sa; Chad uitându-se pe geam, în spatele unei limuzine; Grady și Nico distrându-se și Zora, arătând cum controlează un monstru mecanic). Secvența se încheie cu toți actorii mergând împreună care se opresc și pozează, apoi schimbându-se cu Sonny stând lângă logo-ul serialului, similar cu sfârșitul secvenței de început din serialul That's So Raven.

## Recepție

### Audiență
Sonny și steluța ei norocoasă a fost lansat pe Disney Channel pe 8 februarie 2009, cu două episoade, primul episod având un total de 4,1 milioane de telespectatori, al doilea având 4 milioane de telespectatori, câștigând un loc în A.C. Nielsen Media Research's top 16 cable TV shows.

## Lansări pe DVD
| Title | Release date         | Episodes                                                                                            |
| --- | -------------------- | --------------------------------------------------------------------------------------------------- |
| Sonny With a Chance: Sonny's Big Break | 25 august 2009 (USA) | Începuturi Schematice, Povestea Coastei de Vest, Sonny la Cascade, Fetele Trișoare, Sonny La Mijloc |
| Ca aparențe bonus sunt incluse un episod care nu a mai fost văzut vreodată "Sonny la Mijloc" (variație între Malcom la Mijloc și melodia serialului, "The Demi Lovato of Me", împreună cu actorii serialului), un episod din Mackenzie Falls și o audiție a lui Demi Lovato în 2007 pentru Sonny și steluța ei norocoasă. |                      | |

## Premii
| An   | Premii                                          | Categorie                           | Pentru                        | Rezultat    |
| ---- | ----------------------------------------------- | ----------------------------------- | ----------------------------- | ----------- |
| 2009 | Teen Choice Awards                              | ""Choice TV - Breakout Star Female" | Demi Lovato                   | Câștigat    |
| 2009 | Nickelodeon Australian Kids' Choice Awards 2009 | "Fave Comedy Show"                  | Sonny și steluța ei norocoasă | Nominalizat |

## Lansări internaționale
| Țară / Regiune                                 | Canal                                      | Premiera           | Titlu                                            |
| ---------------------------------------------- | ------------------------------------------ | ------------------ | ------------------------------------------------ |
| Statele Unite ale Americii                     | Disney Channel                             | 8 februarie 2009   | Sonny With a Chance                              |
| Marea Britanie                                 | Disney Channel (Marea Britanie și Irlanda) | 8 februarie 2009   | Sonny With a Chance                              |
| Irlanda                                        | Disney Channel (Marea Britanie și Irlanda) | 8 februarie 2009   | Sonny With a Chance                              |
| Australia                                      | Disney Channel Australia                   | 8 februarie 2009   | Sonny With a Chance                              |
| Noua Zeelandă                                  | Disney Channel Australia                   | 8 februarie 2009   | Sonny With a Chance                              |
| South Africa                                   | Disney Channel Africa de Sud               | 8 februarie 2009   | Sonny With a Chance                              |
| Grecia                                         | Disney Channel Grecia                      | 7 noiembrie 2009   | Sonny With a Chance                              |
| India                                          | Disney Channel India                       | 22 mai 2009        | Sonny With a Chance                              |
| Singapore                                      | Disney Channel Asia                        | 17 octombrie 2009  | Sonny With a Chance                              |
| Indonezia                                      | Disney Channel Asia                        | 17 octombrie 2009  | Sonny With a Chance                              |
| Germania                                       | Disney Channel Germania                    | 29 mai 2009        | Sonny Munroe                                     |
| Germania                                       | Super RTL                                  | 8 noiembrie 2009   | Sonny Munroe                                     |
| Portugalia                                     | Disney Channel Portugalia                  | 27 iunie 2009      | Sunny entre Estrelas                             |
| Brazilia                                       | Disney Channel Latin America               | 29 mai 2009        | Sunny entre Estrelas                             |
| Argentina, Mexic                               | Disney Channel Latin America               | 29 mai 2009        | Sunny entre Estrellas                            |
| Spania                                         | Disney Channel Spania                      | 20 iunie 2009      | Sunny entre Estrellas                            |
| Danemarca Suedia Norvegia Finlanda Scandinavia | Disney Channel Scandinavia                 | 21 august 2009     | Sunny With a Chance (toți) Sonnys chans (Suedia) |
| Franța                                         | Disney Channel Franța                      | 13 mai 2009        | Sonny                                            |
| Franța                                         | NRJ 12                                     | 13 mai 2009        | Sonny                                            |
| Italia                                         | Disney Channel Italia                      | 18 iunie 2009      | Sonny tra le Stelle                              |
| Japonia                                        | Disney Channel Japonia                     |                    | サニーcuチャンス                                 |
| Olanda Belgia                                  | Disney Channel Olanda                      | Ianuarie 2010      | Sonny With a Chance                              |
| Polonia                                        | Disney Channel Polonia                     | 5 septembrie 2009  | Słoneczna Sonny                                  |
| Romania                                        | Disney Channel România                     | 5 decembrie 2009   | Sonny și steluța ei norocoasă                    |
| Turcia                                         | Disney Channel Turcia                      | ???                | Sonny'nin Yıldızı                                |
| Bulgaria                                       | Disney Channel Bulgaria                    | Decembrie 2009     | Съни на алеята на славата                        |
| Egypt                                          | Disney Channel Orientul Mijlociu           | 12 septembrie 2009 | Sonny With a Chance                              |
| Taiwan                                         | Disney Channel Taiwan                      | 12 septembrie 2009 | 加油桑妮                                         |
| Rusia                                          | Disney Channel Rusia                       | 4 septembrie 2010  | Дайте Санни шанс                                 |